# Hawks de Moncton
Pour les articles homonymes, voir Hawks.
Les Hawks de Moncton sont une franchise professionnelle de hockey sur glace canadienne basée à Moncton, au Nouveau-Brunswick et ayant évolué en Ligue américaine de hockey de 1978 à 1994.

## Histoire
Fondée en 1978, l'équipe a été connue sous différentes appellations au gré des affiliations avec les équipes de la Ligue nationale de hockey :
1. Hawks du Nouveau-Brunswick (1978-1982, Black Hawks de Chicago, Maple Leafs de Toronto)
2. Alpines de Moncton (1982-1984, Oilers d'Edmonton)
3. Golden Flames de Moncton (1984-1987, Flames de Calgary)
4. Hawks de Moncton (1987-1994, Jets de Winnipeg)

Les Hawks du Nouveau-Brunswick ont remporté la Coupe Calder en 1982 après avoir été finalistes contre les Bears de Hershey en 1980 et les Hawks de Moncton ont échoué en finale contre les Pirates de Portland en 1994.
En 1995, la place laissée vacante à Moncton par la disparition de l'équipe a été prise par les Alpines de Moncton en Ligue de hockey junior majeur du Québec. Cette équipe deviendra l'année suivante les Wildcats de Moncton.

## Statistiques
Les résultats présentés ici couvrent les saisons des Hawks du Nouveau-Brunswick et des Alpines, des Golden Flames et des Hawks de Moncton.
| Saison    | PJ | V  | D  | N  | DP | BP  | BC  | Pts | Classement            | Séries éliminatoires                                                                                |
| --------- | -- | -- | -- | -- | -- | --- | --- | --- | --------------------- | --------------------------------------------------------------------------------------------------- |
| 1978-1979 | 80 | 41 | 29 | 10 | -- | 315 | 288 | 92  | 2e division Nord      | 2-3 Voyageurs de la Nouvelle-Écosse                                                                 |
| 1979-1980 | 79 | 44 | 27 | 8  | -- | 325 | 271 | 96  | 1er division Nord     | 4-1 Red Wings de l'Adirondack 4-2 Mariners du Maine 2-4 Bears de Hershey                            |
| 1980-1981 | 80 | 37 | 33 | 10 | -- | 317 | 298 | 84  | 2e division Nord      | 4-2 Voyageurs de la Nouvelle-Écosse 3-4 Mariners du Maine                                           |
| 1981-1982 | 80 | 48 | 21 | 11 | -- | 338 | 227 | 107 | 1er division Nord     | 3-2 Red Wings de l'Adirondack 4-1 Voyageurs de la Nouvelle-Écosse 4-1 Whalers de Binghamton         |
| 1982-1983 | 80 | 34 | 39 | 7  | -- | 304 | 315 | 75  | 5e division Nord      | Non qualifiés                                                                                       |
| 1983-1984 | 80 | 32 | 40 | 8  | -- | 251 | 278 | 72  | 5e division Nord      | Non qualifiés                                                                                       |
| 1984-1985 | 80 | 32 | 40 | 8  | -- | 291 | 300 | 72  | 6e division Nord      | Non qualifiés                                                                                       |
| 1985-1986 | 80 | 34 | 34 | 12 | -- | 294 | 307 | 80  | 3e division Nord      | 4-1 Mariners du Maine 1-4 Red Wings de l'Adirondack                                                 |
| 1986-1987 | 80 | 43 | 31 | -- | 6  | 338 | 315 | 92  | 3e division Nord      | 2-4 Red Wings de l'Adirondack                                                                       |
| 1987-1988 | 80 | 27 | 43 | 8  | 2  | 286 | 358 | 64  | 6e division Nord      | Non qualifiés                                                                                       |
| 1988-1989 | 80 | 37 | 34 | 9  | -- | 320 | 313 | 83  | 3e division Nord      | 4-0 Citadels d'Halifax 2-4 Nighthawks de New Haven                                                  |
| 1989-1990 | 80 | 33 | 42 | 5  | -- | 265 | 303 | 71  | 6e division Nord      | Non qualifiés                                                                                       |
| 1990-1991 | 80 | 36 | 32 | 12 | -- | 270 | 267 | 84  | 3e division Nord      | 4-0 Oilers du Cap-Breton 1-4 Indians de Springfield                                                 |
| 1991-1992 | 80 | 32 | 38 | 10 | -- | 285 | 299 | 74  | 4e division dAtlantic | 4-3 Canadiens de Fredericton 0-4 Maple Leafs de Saint-Jean                                          |
| 1992-1993 | 80 | 31 | 33 | 16 | -- | 292 | 306 | 78  | 4e division Atlantic  | 1-4 Maple Leafs de Saint-Jean                                                                       |
| 1993-1994 | 80 | 37 | 36 | 7  | -- | 310 | 303 | 81  | 3e division Atlantic  | 4-3 Flames de Saint-Jean 4-2 Maple Leafs de Saint-Jean 2-0 Aces de Cornwall 2-4 Pirates de Portland |

## Entraîneurs
- Ed Johnston (1978-79)
- Joe Crozier (1979-80)
- Lou Angotti (1979-80)
- Doug Carpenter (1980-81)
- Orval Tessier (1981-82)
- Doug Messier (1982-84)
- Pierre Pagé (1984-85)
- Terry Crisp (1985-87)
- Rick Bowness (1987-89)
- Dave Farrish (1989-92)
- Rob Laird (1992-93)
- Charlie Bourgeois (1993-94)

## Anciens logos

Hawks du Nouveau-Brunswick
Alpines de Moncton
Golden Flames de Moncton
Hawks de Moncton (saison 1987-88)